# Надкостница
Надкостница или още периост (от гръцки περί – „около“ и ὀστέον – „кост“) е плътна влакнеста мембрана от съединителна тъкан, която покрива външната повърхност на костите с изключение на местата, където се намират ставите, ставните хрущяли и сухожилията. Надкостницата се прикрепя към костната тъкан чрез мрежа от здрави колагенови връзки.
Надкостницата е богато кръвоснабдена и за разлика от самата костна тъкан, съдържа множество нервни окончания, които реагират на болка и ноцицепция. Така тази обвивка упражнява защитна функция за костите.
Състои се от два слоя – външен, изграден от фибробласти, и вътрешен, изграден от първични клетки, които се развиват до остеобласти или хондробласти. Остеобластите са клетките, благодарение на които костите нарастват на дебелина. Те заедно с ходробластите играят важна роля в процеса на зарастване на счупени при фрактури кости.